# Villada
Villada – gmina w Hiszpanii, w prowincji Palencia, w Kastylii i León, o powierzchni 64,87 km². W 2011 roku gmina liczyła 1080 mieszkańców.